# Tăzja
Tăzja (bulgariska: Тъжа) är ett distrikt i Bulgarien.   Det ligger i kommunen Obsjtina Pavel Banja och regionen Stara Zagora, i den centrala delen av landet, 140 km öster om huvudstaden Sofia.